# Alex Szőke
Alex Grego Szőke (ur. 3 marca 2000) – węgierski zapaśnik walczący w stylu klasycznym. Olimpijczyk z Tokio 2020, gdzie zajął piąte miejsce w wadze 97 kg.
Wicemistrz świata w 2021. Brązowy medalista mistrzostw Europy w 2025. Drugi w indywidualnym Pucharze Świata w 2020. Wygrał wojskowe MŚ w 2024. 
Mistrz świata U-23 w 2022. Drugi na ME U-23 w 2023. Mistrz Europy juniorów w 2019 i drugi w 2018. Mistrz świata kadetów w 2016 i Europy w 2017 roku.